# Homofobia
Homofobia (homo, pseudoprefixo de homossexual, fobia do grego φόβος "medo", "aversão irreprimível") é caracterizada por uma série de atitudes e sentimentos negativos, discriminatórios ou preconceituosos em relação às pessoas LGBTQIA+. Anteriormente, o termo se referia especificamente aos preconceitos direcionados a indivíduos que sentem atração pelo mesmo sexo ou gênero. No entanto, visando facilitar o entendimento social e os processos judiciais relacionados aos crimes cometidos contra a comunidade LGBTQIA+, todos os demais integrantes desse grupo são considerados vítimas de homofobia. As definições para o termo referem-se variavelmente a antipatia, desprezo, preconceito, aversão e medo irracional. A homofobia é observada como um comportamento crítico e hostil, assim como a discriminação e a violência com base na percepção de que todo tipo de orientação sexual não-heterossexual é negativa. Muito comumente é também referida como LGBT-fobia.
Entre as formas mais discutidas estão a homofobia institucionalizada (por exemplo, patrocinada por religiões ou pelo Estado), a lesbofobia (a homofobia como uma intersecção entre homofobia e sexismo contra as lésbicas), e a homofobia internalizada, uma forma de homofobia entre as pessoas que experienciam atração pelo mesmo sexo.
Em 1998, Coretta Scott King, autora, ativista e líder dos direitos civis, declarou em um discurso: "A homofobia é como o racismo, o antissemitismo e outras formas de intolerância na medida em que procura desumanizar um grande grupo de pessoas, negar a sua humanidade, dignidade e personalidade." Em 1991, a Anistia Internacional passou a considerar a discriminação contra homossexuais uma violação aos direitos humanos.
Em maio de 2011, em referência ao Dia Internacional contra a Homofobia, a Alta Comissária das Nações Unidas para os Direitos Humanos, Navi Pillay, declarou:
"[...] Em última análise, a homofobia e a transfobia não são diferentes do sexismo, da misoginia, do racismo ou da xenofobia. Mas enquanto essas últimas formas de preconceito são universalmente condenadas pelos governos, a homofobia e a transfobia são muitas vezes negligenciadas. A história nos mostra o terrível preço humano da discriminação e do preconceito. Ninguém tem o direito de tratar um grupo de pessoas como sendo de menor valor, menos merecedores ou menos dignos de respeito. [...]"

## Etimologia

Pesquisa de 2013 do Pew Research Center em que foi feita a pergunta: "A homossexualidade deve ser aceita na sociedade?" Percentagem de entrevistados que responderam aceitar:
81% - 90%
71% - 80%
61% - 70%
51% - 60%
41% - 50%
31% - 40%
21% - 30%
11% - 20%
1% - 10%
Sem dados

O termo é um neologismo criado pelo psicólogo George Weinberg, em 1971, numa obra impressa, combinando a palavra grega phobos ("fobia"), com o prefixo homo-, como remissão à palavra "homossexual". Phobos (grego) é medo em geral. Fobia seria assim um medo irracional (instintivo) de algo. Porém, "fobia" neste termo é empregado, não só como medo geral (irracional ou não), mas também como ódio ou repulsão em geral, qualquer que seja o motivo.
Duas palavras são originárias de homofobia: (adj.) homofóbica e homofóbico (n.), termos designados para pessoas que apresentam atitudes homofóbicas ou que pensam dessa maneira.

## Motivações e classificações
A homofobia se manifesta de diferentes formas e vários diferentes tipos têm sido registrados, entre os quais estão a homofobia interiorizada, homofobia social, homofobia emocional, homofobia racionalizada, além de outros. Há também ideias para classificar a homofobia, o racismo e o sexismo como um "transtorno de personalidade intolerante".
A homofobia nunca foi listada como parte de uma taxonomia clínica de fobias, nem no DSM ou no CID; a homofobia é normalmente usada em um sentido não-clínico.

### Homofobia institucionalizada

#### Religião
Várias religiões do mundo contêm ensinamentos anti-homossexuais, enquanto outras têm diferentes graus de neutralidade, ambivalência ou incorporam ensinamentos sobre os homossexuais como um terceiro gênero. Mesmo dentro de algumas religiões que geralmente desencorajam a homossexualidade, há também pessoas que veem tal orientação sexual de forma positiva, sendo que algumas denominações religiosas chegam a abençoar casamentos homossexuais. Existem também as chamadas "religiões queer", dedicadas a servir as necessidades espirituais das pessoas LGBTQI. A teologia queer visa proporcionar um ponto contra a homofobia religiosa.

##### Cristianismo e bíblia

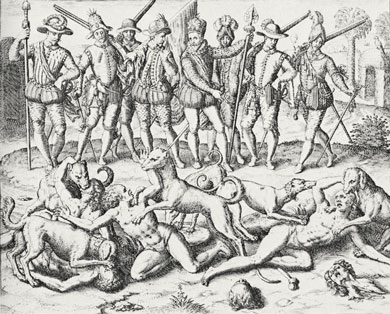
Desenho de Théodore de Bry (1594): Vasco Núñez de Balboa 'larga' mortalmente seus cães de guerra sobre um grupo de indígenas homossexuais na América Central.

A Bíblia, especialmente o Antigo Testamento, contém algumas passagens comumente interpretados como condenando a homossexualidade ou relações sexuais do mesmo sexo. Levítico 18:22, diz: "Não te deitarás com outro homem, como se fosse mulher; é abominação." A destruição de Sodoma e Gomorra também é comumente vista como condenação da homossexualidade. Cristãos e judeus que se opõem a homossexualidade costumam citar tais passagens; o contexto histórico e interpretação é mais complexo. O debate acadêmico sobre a interpretação dessas passagens se concentrou em colocá-los no contexto histórico, por exemplo, apontando que os pecados de Sodoma são historicamente diferentes da homossexualidade, e na tradução de palavras raras ou incomuns nas passagens em questão. Candace Chellew-Hodge na revista Religion Dispatches, argumenta que os seis versos que são frequentemente citados para condenar as pessoas LGBT estão se referindo a "sexo abusivo". Ela afirma que a Bíblia não tem nenhuma condenação para "relações amorosas, comprometida dos homossexuais" e que Jesus ficou em silêncio sobre o assunto.

##### Islã e charia

Mahmoud Asgari e Ayaz Marhoni sendo preparados para o enforcamento em Meshed, Irã.

Em alguns casos, a distinção entre a homofobia religiosa e a homofobia patrocinada pelo Estado não é clara, sendo um exemplo-chave os países e territórios que estão sob autoridades islâmicas. Todas as principais seitas islâmicas proíbem a homossexualidade, que é um crime nos termos do código de leis da charia e tratado como tal na maioria dos países muçulmanos. No Afeganistão, por exemplo, a homossexualidade levava à pena de morte sob o regime talibã. Após sua queda, a homossexualidade passou de um crime capital a uma infração punida com multas e penas de prisão. Em países como os Emirados Árabes Unidos, no entanto, a situação jurídica da homossexualidade não está clara.
Em 2009, a Associação Internacional de Gays e Lésbicas publicou um relatório intitulado Homofobia patrocinada pelo Estado 2009, que se baseia em uma pesquisa realizada por Daniel Ottosson da Södertörn University College, em Estocolmo, na Suécia. Esta pesquisa constatou que dos 80 países ao redor do mundo que continuam a considerar a homossexualidade ilegal:
- Cinco aplicam a pena de morte à atividade homossexual: Irã, Mauritânia, Arábia Saudita, Sudão e Iêmen.[28] Desde a Revolução Islâmica de 1979 no Irã, o governo iraniano executou mais de 4.000 pessoas acusadas de atos homossexuais.[29] Na Arábia Saudita, a punição máxima para a homossexualidade é a execução pública, mas o governo também usa outras punições como por exemplo multas, prisão e chicotadas como alternativas, a não ser que se perceba que as pessoas envolvidas na atividade homossexual estejam desafiando a autoridade do Estado através do envolvimento como movimentos sociais LGBT;[30]
- Dois o fazem em algumas regiões: Nigéria e Somália.[28]

Em 2001, a Al-Muhajiroun, uma organização internacional que procura o estabelecimento de um califado islâmico global, emitiu uma fatwa declarando que todos os membros da Fundação Al-Fatiha (que luta pelos direitos de muçulmanos gays, lésbicas e transgênero) eram murtadd, ou apóstatas, e condenou-os à morte. Por causa de ameaças provenientes de sociedades conservadoras, muitos membros do site da fundação ainda preferem ser anônimos, de modo a proteger sua identidade enquanto continuam uma tradição de sigilo.

### Homofobia patrocinada pelo Estado
| Homossexualidade ilegal:                                                                 |
| Pena de morte                                                                            |
| Prisão; pena de morte não posta em prática                                               |
| Morte sob milícias                                                                       |
| Prisão, com encarceramento ou detenção                                                   |
| Prisão, mas não posto em prática1                                                        |
| Homossexualidade legal:                                                                  |
| Casamento igualitário                                                                    |
| Reconhecimento de casamentos feitos em outras jurisdições                                |
| Reconhecimento limitado (de residentes estrangeiros)                                     |
| Sem reconhecimento legal, mas algumas instituições oferecem certificação não vinculativa |
| Reconhecimento de uniões:                                                                |
| União civil                                                                              |
| Coabitação não registrada                                                                |
| Nenhum                                                                                   |
| Restrições à liberdade de expressão                                                      |

A homofobia estatal inclui a criminalização e a penalização da homossexualidade, discurso de ódio vindo de membros do governo e outras formas de discriminação, perseguição e violência contra pessoas LGBT. Em alguns momentos e locais chegou-se a condenar os homossexuais à pena de morte.

#### Governos passados
Na China, o comportamento homossexual foi proibido em 1949. Quando Mao Tsé-Tung chegou ao poder, o governo chinês considerava a homossexualidade como uma "desgraça social ou uma forma de doença mental" e "durante a Revolução Cultural Chinesa (1966-1976), as pessoas que eram homossexuais enfrentaram seu pior período de perseguição na história da China." Apesar de não haver nenhuma lei na República Popular comunista contra a homossexualidade, "a polícia regularmente persegue gays e lésbicas." Outras leis foram usadas para julgar as pessoas homossexuais, em que elas eram "acusadas de vandalismo ou de perturbar a ordem pública."
Homossexuais foram algum dos grupos minoritários, juntamente com os judeus, que foram perseguidos e depois assassinados durante o Holocausto promovido pela Alemanha Nazista.
Em 2010, Fidel Castro, líder da Revolução Cubana, admitiu que seu governo perseguiu homossexuais na décadas de 1960 e 1970, exonerando-os de cargos públicos, prendendo-os ou lhes enviando a campos de trabalho forçado, e afirma que "foram momentos de muita injustiça". 
A União Soviética, sob o governo de Vladimir Lenin, descriminalizou a homossexualidade em 1922, muito antes de muitos outros países europeus. O Partido Comunista Russo efetivamente legalizou o aborto, o divórcio e a homossexualidade quando aboliu todas as velhas leis czaristas e o código soviético criminal inicial manteve essas políticas sexuais liberais no lugar. No entanto, algumas figuras da esquerda russa consideravam a homossexualidade uma "doença burguesa", um movimento de direita ou uma "doença do Ocidente." A emancipação de Lenin foi revertida uma década mais tarde por Joseph Stalin e a homossexualidade permaneceu ilegal nos termos do artigo 121 até a era Yeltsin.

#### Governos atuais
O governo da Coreia do Norte condena o que chama de "cultura gay ocidental" como um vício causado pela decadência da sociedade capitalista e denuncia-a como a promoção do consumismo, classismo e da promiscuidade. Na Coreia do Norte, a "violação das regras da vida coletiva socialista" pode ser punida com até dois anos de prisão. No entanto, a Constituição da Coreia do Norte, revista pela última vez em 2013, garante aos seus cidadãos vários direitos civis, culturais, econômicos e políticos, incluindo "direitos iguais em todas as esferas de Estado e de atividades públicas".
Robert Mugabe, o líder do Zimbábue, tem travado uma campanha violenta contra pessoas homossexuais, argumentando que antes da colonização, os zimbabuanos não se envolviam em atos homossexuais. Sua primeira grande condenação pública da homossexualidade aconteceu em agosto de 1995, durante a Feira Internacional do Livro do Zimbábue. Ele disse em uma audiência:. "Se você vir pessoas desfilando como lésbicas e gays, deve-se prendê-los e entregá-los à polícia!" Em setembro de 1995, o parlamento do Zimbábue introduziu uma legislação proibindo atos homossexuais. Em 1997, um tribunal considerou Canaan Banana, predecessor de Mugabe e o primeiro presidente do Zimbábue, culpado de 11 acusações, de sodomia a indecência.

### Homofobia interiorizada
Homofobia interiorizada (ou homofobia egodistônica) refere-se ao sentimento negativo em relação a si mesmo por causa da homossexualidade. Este termo tem sido criticado porque manter atitudes negativas não envolve, necessariamente, uma fobia e o "estigma internalizado" é às vezes usado como alternativa. A orientação sexual egodistônica causa um grave desconforto com a desaprovação de sua própria orientação sexual. Tal situação pode causar extrema repressão dos desejos homossexuais.
Em outros casos, uma luta consciente interna pode ocorrer por algum tempo, muitas vezes usando crenças religiosas ou sociais profundamente arraigadas contra um forte desejo sexual e emocional. Essa discordância muitas vezes provoca a depressão clínica, sendo a taxa de suicídio muito elevada entre os adolescentes gays (até 30% das tentativas de suicídios de jovens não-heterossexuais) tem sido atribuída a esse fenômeno. A psicoterapia, como a psicoterapia afirmativa gay, e a participação em grupos de minorias sexuais, podem ajudar a resolver o conflito interno entre as identidades religiosa e sexual de uma pessoa.
O rótulo da homofobia internalizada é às vezes aplicado a comportamentos conscientes ou inconscientes, quando um observador sente a necessidade de promover ou estar de acordo com as expectativas da heteronormatividade ou do heterossexismo. Isso pode incluir extrema repressão e negação juntamente com comportamento forçado heteronormativo, com o propósito de aparecer ou tentar se sentir "normal" ou "aceito". Isso também pode incluir um comportamento menos evidente, como fazer suposições sobre o sexo do parceiro romântico de uma pessoa ou dos papéis sobre gênero. Alguns também aplicam este rótulo a pessoas LGBT que apoiam políticas de "compromisso", como as que acreditam que a união civil é uma alternativa aceitável para o casamento homossexual.
Alguns argumentam que a maioria das pessoas que são homofóbicas têm algum sentimento reprimido quanto a sua própria homossexualidade. Em 1996, um estudo controlado com 64 homens heterossexuais (cujo metade alegou ser homofóbico), realizado pela Universidade da Geórgia, descobriu que homens que eram classificados como homofóbicos (medido pelo Índice de Homofobia) eram consideravelmente mais propensos a ter respostas mais eréteis quando expostos à imagens homoeróticas que os homens não-homofóbicos.

### Homofobia social
O medo de ser identificado como gay pode ser considerado como uma forma de homofobia social. Teóricos, incluindo Calvin Thomas e Judith Butler, têm sugerido que a homofobia pode ser enraizada no medo que um indivíduo tem de ser identificado como gay. A homofobia nos homens está relacionada com a insegurança sobre a sua própria masculinidade. Por este motivo, a homofobia é muito presente em esportes e na subcultura de seus partidários, que são considerados estereótipicamente "machos", como o futebol ou o rugby.
Estes teóricos têm argumentado que uma pessoa que expressa pensamentos e sentimentos homofóbicos não tão o faz somente para comunicar suas crenças sobre a classe de pessoas homossexuais, mas também para distanciar-se desta classe e de seu status social. Assim, distanciando-se de gays, eles estão reafirmando o seu papel como um heterossexual em uma cultura heteronormativa, tentando impedir que o rotulem e o tratem como uma pessoa gay. Esta interpretação faz alusão à ideia de que uma pessoa pode postular oposição violenta ao "outro" como um meio de estabelecer sua própria identidade como parte da maioria e assim ganhando a validação social.
Nancy J. Chodorow afirma que a homofobia pode ser vista como um método de proteção da masculinidade do sexo masculino. Várias teorias psicanalíticas explicam a homofobia como uma ameaça para um indivíduo com impulsos em relação a pessoas do mesmo sexo, se esses impulsos são iminentes ou meramente hipotéticos. Esta ameaça inicia a formação da repressão, negação ou reação.

## Manifestações homofóbicas

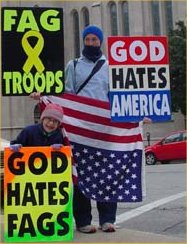
Demonstração homofóbica de membros da Igreja Batista de Westboro em Ohio, Estados Unidos.

O insulto homofóbico pode ir do bullying, difamação, injúrias verbais ou gestos e mímicas obscenos mais óbvios até formas mais subtis e disfarçadas, como a falta de cordialidade e a antipatia no convívio social, a insinuação, a ironia ou o sarcasmo, casos em que a vítima tem dificuldade em provar objetivamente que a sua honra ou dignidade foram violentadas. De acordo com a instituição de caridade britânica para pessoas com AIDS, a AVERT, os pontos de vista religiosos, a falta de sentimentos, experiências ou interação com as pessoas homossexuais estão fortemente associados com essas atitudes homofóbicas.
A ansiedade dos indivíduos heterossexuais (particularmente em adolescentes cuja construção da masculinidade heterossexual é baseado, em parte, em não ser visto como gay) que outros possam identificá-los como gay, também foi citado pelo sociólogo Michael Kimmel como um exemplo de homofobia. Os insultos a meninos vistos como "afeminados" (e que podem não ser gays) é dito ser endémico em escolas rurais e suburbanas americanas, e tem sido associado com comportamentos de risco e explosões de violência (como uma onda tiroteios em escolas) por rapazes que buscam vingança ou tentam afirmar sua masculinidade. O bullying homofóbico também é muito comum nas escolas da Europa e Brasil.
Alegadamente, um tipo desses ataques insidiosos mais largamente praticado pelos homófobos (pode dizer-se que em nível mundial, mas com particular incidência nas sociedades mediterrânicas, tradicionalmente machistas) e que funciona como uma espécie de insulto codificado e impune, é o de assobiar, entoar, cantarolar ou bater palmas (alto ou em surdina, dependendo do atrevimento do agressor) quando estão na presença do objecto do seu ataque, muitas vezes perante terceiros.

### Violência
Nos Estados Unidos, o FBI informou que 17,6% dos crimes de ódio relatados à polícia em 2008, basearam-se em vista a orientação sexual. 57,5% destes ataques foram contra homens gays. O assassinato, em 1998, de Matthew Shepard, um estudante gay, é um dos incidentes mais notórios dos Estados Unidos.
Em 2009, de acordo com o Grupo Gay da Bahia (GGB), 198 pessoas foram mortas por motivos homofóbicos no Brasil. Em 2010, jovens homossexuais foram agredidos na Avenida Paulista, em São Paulo.

### Grupos homofóbicos
Há diversos grupos, políticos ou culturais que se opõem à homossexualidade.
Dependendo da forma como aplicam a sua oposição (que varia do "não considerar um comportamento recomendável" até à "pena de morte") pode ser considerados "fundamentalistas" ou não. As manifestações desta oposição podem ter consequências directas para pessoas não homossexuais.
Grupos de extrema direita como neonazistas, neofascistas e Skinhead white power são homofóbicos e promovem ataques contra pessoas LGBT, embora seu foco seja em pessoas não-brancas.

## Esforços para combater a homofobia

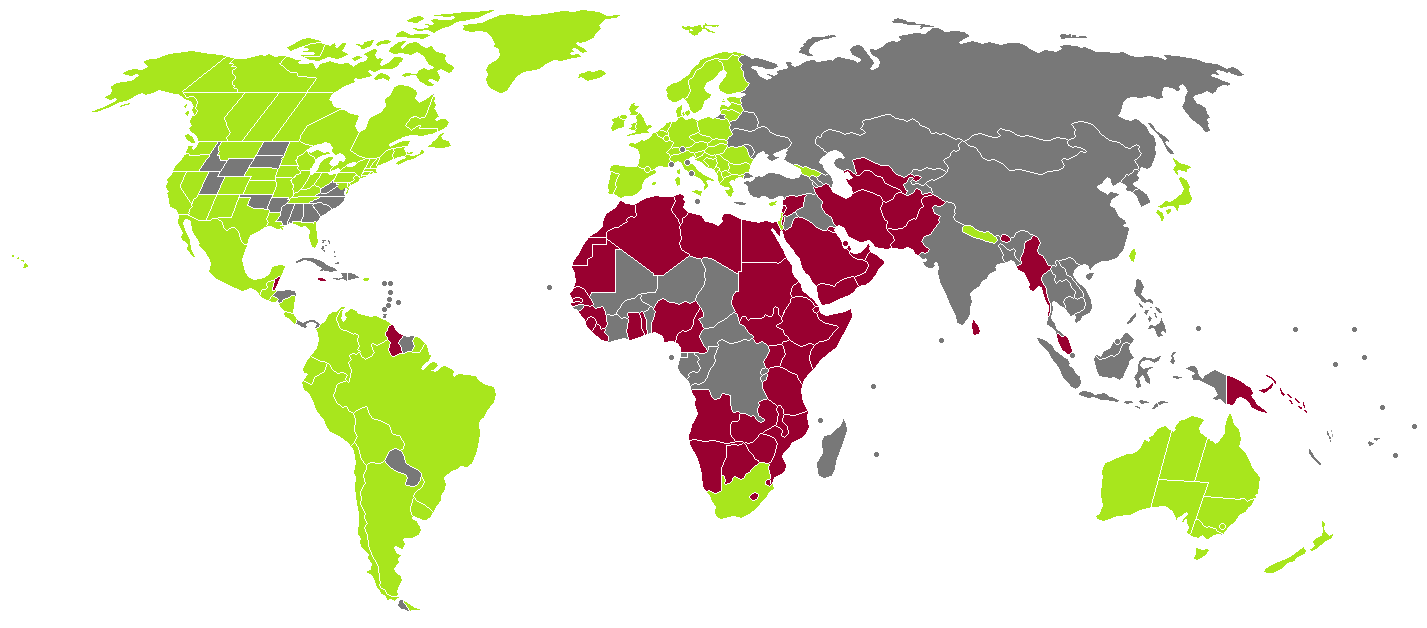
Leis antidiscriminação baseada na orientação sexual em todo o mundo:
Países com leis antidiscriminação
Países onde a homossexualidade é ilegal
Sem dados/Sem legislação específica sobre o tema

A maioria das organizações internacionais de direitos humanos, como a Human Rights Watch e a Anistia Internacional, condenam as leis que tornam as relações homossexuais consentidas entre adultos um crime. Desde 1994, a Comissão de Direitos Humanos da Organização das Nações Unidas também determinou que tais leis violam o direito à privacidade garantido na Declaração Universal dos Direitos Humanos e no Pacto Internacional sobre Direitos Civis e Políticos. Em 2008, a Igreja Católica emitiu um comunicado em que "insta os Estados para acabar com as sanções penais contra os homossexuais." A declaração, entretanto, foi dirigida a rejeitar uma resolução da Assembleia Geral das Nações Unidas que teria justamente pedido o fim das sanções contra os homossexuais no mundo. Em março de 2010, o Comitê de Ministros do Conselho da Europa aprovaram uma recomendação sobre as medidas para combater a discriminação em razão da orientação sexual ou identidade de gênero, descritas pelo Secretário-Geral do Conselho da Europa como o primeiro instrumento jurídico no mundo que trata especificamente de uma das formas mais duradouras e difíceis de combater a discriminação.

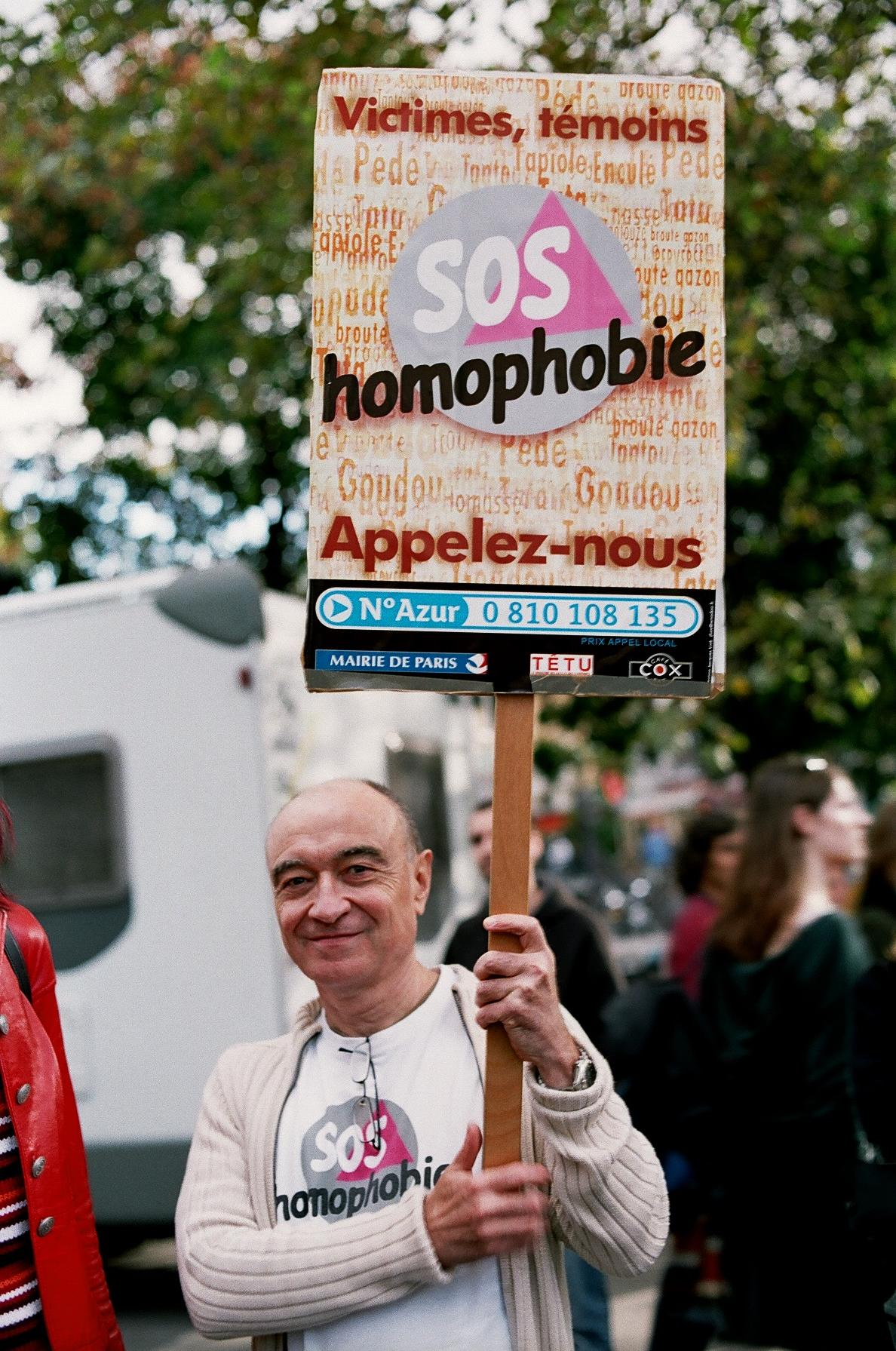
Um manifestante anti-homofobia em uma manifestação em Paris, em 2005.

Para combater a homofobia, a comunidade LGBT usa eventos como as paradas do orgulho gay e o ativismo político (veja orgulho gay). Estas manifestações são criticadas por alguns como contra-produtivas, uma vez que as paradas do orgulho gay podem mostrar o que poderia ser visto como sexualidade mais "extrema": aspectos de fetiche e variante de gênero da cultura LGBT. Uma forma de resistência organizada à homofobia é o Dia Internacional contra a Homofobia, celebrado pela primeira vez em 17 de maio de 2005 em atividades relacionadas em mais de 40 países. Os quatro maiores países da América Latina (Argentina, Brasil, México e Colômbia) desenvolvem campanhas de mídia de massa contra a homofobia desde 2002.
O sucesso da estratégia preventiva contra o preconceito homofóbico e o bullying nas escolas têm incluído ensinar os alunos sobre figuras históricas que eram gays ou que sofreram discriminação por causa de sua sexualidade.
Alguns argumentam que o preconceito antiLGBT é imoral e vai acima e além dos efeitos sobre essa classe de pessoas. Warren J. Blumenfeld argumenta que essa emoção ganha uma dimensão além de si mesma, como uma ferramenta de conservadores de extrema-direita e grupos religiosos fundamentalistas e como um fator restritivo sobre as relações de gênero quanto ao peso associado com a realização de cada papel em conformidade. Além disso, Blumenfeld, afirmou:
O preconceito anti-gay faz os jovens a enveredar por um comportamento sexual mais cedo, a fim de provar que são heterossexuais. O preconceito anti-gay contribuiu significativamente para a propagação da epidemia da AIDS. O preconceito anti-gay evita a possibilidade de criar programas de educação sexual eficazes e honestos que poderiam salvar vidas de crianças e prevenir doenças sexualmente transmissíveis.

## Legislação em países lusófonos

### Brasil

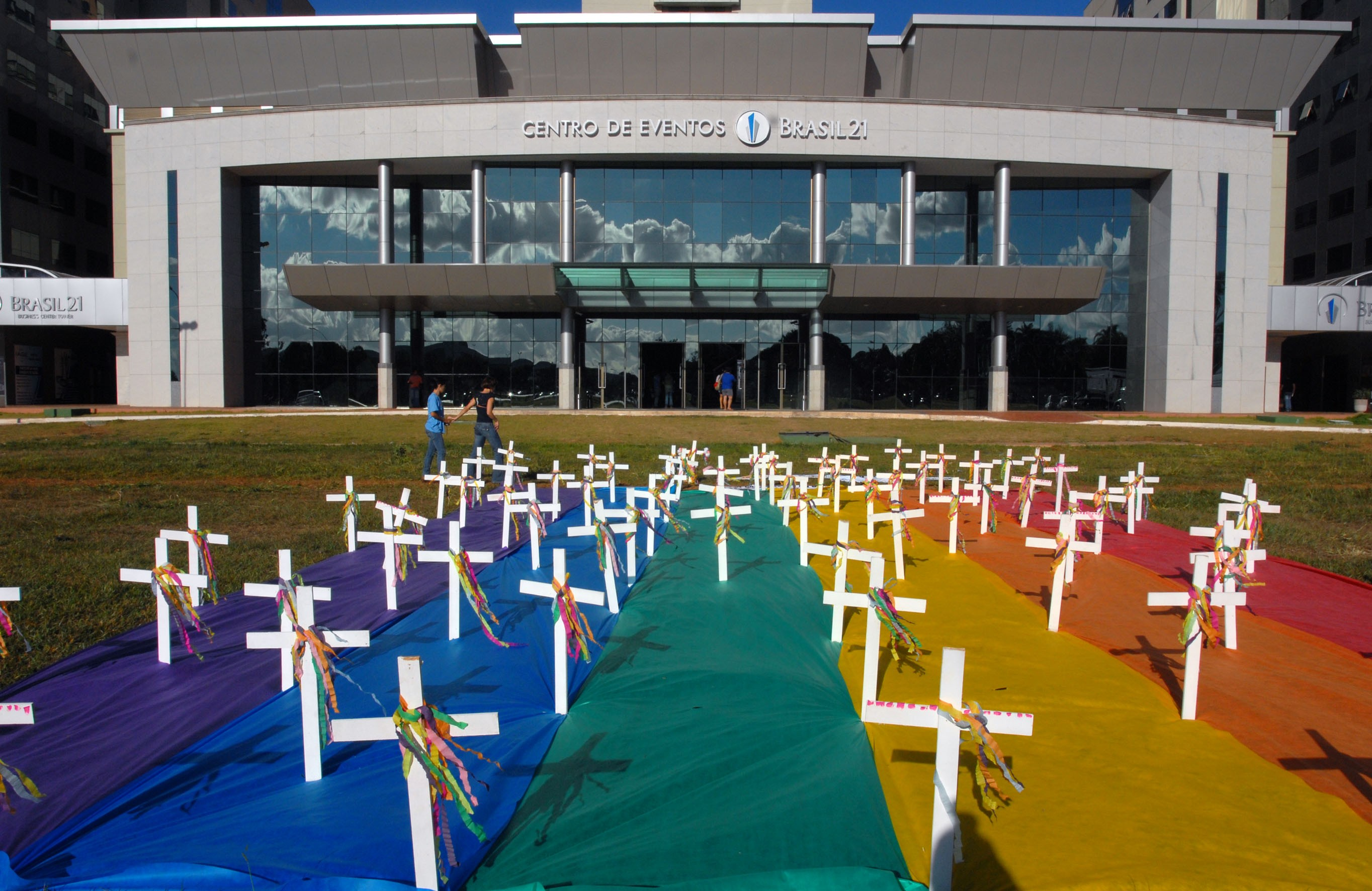
Protesto contra a homofobia em Brasília.

A Constituição Federal brasileira define como “objetivo fundamental da República” (art. 3.º, IV) o de “promover o bem de todos, sem preconceitos de origem, raça, sexo, cor, idade, ou quaisquer outras formas de discriminação”. A expressão "quaisquer outras formas" refere-se a todas as formas de discriminação não mencionadas explicitamente no artigo, tais como a orientação sexual, entre outras.
O Projeto de Lei da Câmara (PLC) 122/2006, atualmente em tramitação no Congresso, propõe a criminalização dos preconceitos motivados pela orientação sexual e pela identidade de gênero, equiparando-os aos demais preconceitos já objeto da Lei 7716/89. Esse projeto foi iniciado na Câmara dos Deputados, de autoria da deputada Iara Bernardi e que ali tramitou com o número 5003/2001, que na redação já aprovada propunha, além da penalização criminal, também punições adicionais de natureza civil para o preconceito homofóbico, como a perda do cargo para o servidor público, a inabilitação para contratos junto à administração pública, a proibição de acesso a crédito de bancos oficiais, e a vedação de benefícios tributários.

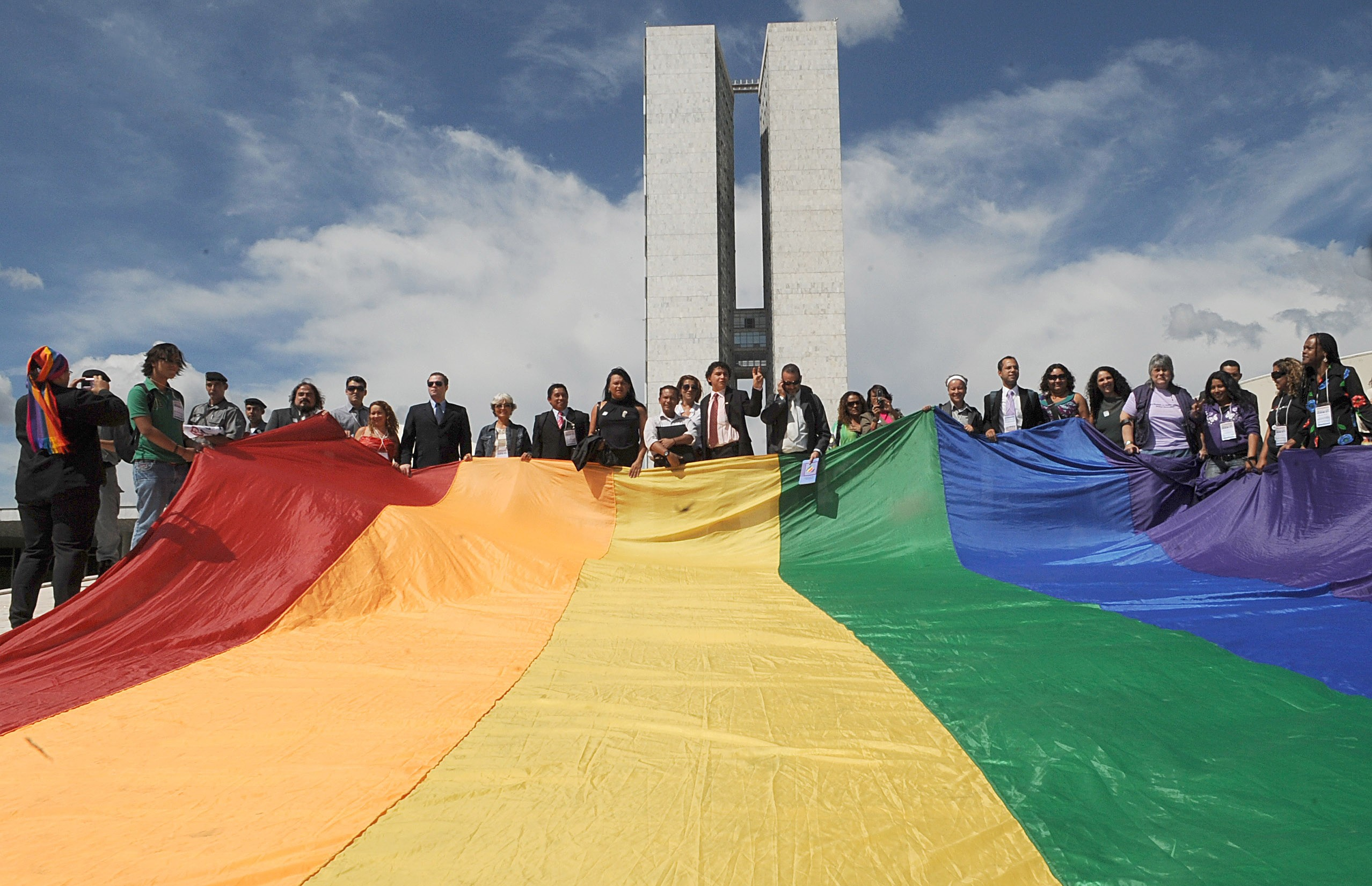
Protesto à favor dos direitos LGBT em frente ao Congresso Nacional do Brasil.

Segundo pesquisa telefônica conduzida pelo DataSenado em 2008 com 1120 pessoas em diversas capitais, 70% dos entrevistados são a favor da criminalização da homofobia no Brasil. A aprovação é ampla em quase todos os segmentos, no corte por região, sexo e idade. Mesmo o corte por religião mostra uma aprovação de 54% entre os evangélicos, 70% entre os católicos e adeptos de outras religiões e 79% dos ateus.
No estado de São Paulo, a lei estadual 10.948/2001 estabelece multas e outras penas para a discriminação contra pessoas homossexuais, bissexuais e transgênero. São puníveis pessoas, organizações e empresas, privadas ou públicas (art. 3.º). A lei proíbe, em razão da orientação sexual (art. 2.º): violências, constrangimentos e intimidações, sejam morais, éticas, filosóficas ou psicológicas; a vedação de ingresso a locais públicos ou privados abertos ao público; selecionar o atendimento; impedir ou sobretaxar a hospedagem em hotéis ou motéis, assim como a compra, venda ou locação de imóveis; demitir do emprego ou inibir a admissão. A lei também pune quem "proibir a livre expressão e manifestação de afetividade", se estas forem permitidas aos demais cidadãos. As penalidades são as seguintes (art. 6.º): advertência; multa de 1000 a 3000 Ufesp (unidade fiscal), ou até 10 vezes mais para grandes estabelecimentos; suspensão ou cassação da licença estadual de funcionamento; além de punições administrativas (art. 7.º) para as discriminações praticadas por servidores públicos estaduais no exercício de suas funções.
Em maio de 2014, o Conselho Regional de Psicologia do Paraná cassou o registro profissional de Marisa Lobo por charlatanismo. Marisa Lobo foi acusada de fundamentar suas práticas profissionais em dogmas religiosos, oferecendo cura para uma doença que não existe. A polêmica começou em 2012 quando Marisa Lobo participou de uma audiência pública na Câmara dos Deputados para debater o Projeto de Decreto Legislativo nº 234/11, de autoria do deputado João Campos de Araújo (PSDB-GO), que propunha a modificação da resolução do Conselho Federal de Psicologia (CFP 01/99) que proíbe profissionais da Psicologia de qualquer ação que favoreça a patologização de comportamentos ou práticas homoeróticas.
Em 1990 a Organização Mundial da Saúde (OMS) retirou a homossexualidade da classificação internacional de doenças. A Associação Brasileira de Psiquiatria manifestou-se contra a discriminação já em 1984, e em seguida o Conselho Federal de Psicologia deixou de considerar a homossexualidade um desvio. Em 1999 o Conselho Federal de Psicologia estabeleceu normas de conduta para a categoria, determinando que psicólogos não poderão oferecer cura para a homossexualidade, visto esta não ser um transtorno, e evitarão reforçar os preconceitos sociais existentes em relação aos homossexuais como portadores de qualquer desordem psíquica.

### Portugal
De acordo com o artigo 240 do novo Código Penal português, em vigor desde 15 de setembro de 2007, qualquer forma de discriminação com base em orientação sexual (seja ela sobre homossexuais, heterossexuais, bissexuais ou trangênero) é crime. Da mesma forma são criminalizados grupos ou organizações que se dediquem a essa discriminação assim como as pessoas que incitem a mesma em documentos impressos ou na Internet. E esta lei aplica-se igualmente a outras formas de discriminação como religiosa ou racial. Além disso, o artigo 132, II, "f", do novo Código Penal, define como circunstância agravante o homicídio qualificado por motivo de ódio, inclusive no tocante à orientação sexual.